# ハルデックス
ハルデックスAB（Haldex AB; 旧社名: ハルダ Fickurfabrik AB、Svenska AB Bromsregulatorer, SAB）は、ハルデックスグループとしても知られている商用車産業で活動するスウェーデンの公開会社である。OMXストックホルム証券取引所（Mid Cap）に上場しており、年間売上高は約44億SEKに達する。
ハルデックスは、ブレーキ製品、エアサスペンションシステム、大型車の安全性を高める製品に注力している。基幹ブレーキ製品群には、ディスクブレーキなどのホイールエンド用ブレーキ製品、ドラムブレーキ用ブレーキアジャスター、アクチュエーターなどがある。エアコントロールは、圧縮空気乾燥機、バルブ、ABS、EBSなど、ブレーキシステムの安全性と走行ダイナミクスを向上させる製品で構成されている。
2011年、Traction部門は全輪駆動技術を含めてボルグワーナーに売却された。油圧部門はConcentricと呼ばれる新会社を設立し、ストックホルム証券取引所に上場した。商用車部門はハルデックスとして存続している。